# Le Courrier du Vietnam
Le Courrier du Vietnam est un hebdomadaire francophone édité par l'Agence vietnamienne d'information (dépendante du ministère vietnamien de la Culture et de l'Information). Il a été créé en 1952 par le ministère des Affaires étrangères vietnamien, d'abord sous forme d'une publication multilingue. 
Le titre a été repris par l’Agence vietnamienne d’information en 1993, sous forme d'hebdomadaire. Il est devenu quotidien en octobre 1994. Il compte seize pages, contre quatre à l'origine. Il est diffusé en kiosques et par abonnement, essentiellement à Hanoï et Hô Chi Minh-Ville, ainsi qu’à l’étranger, principalement dans les pays francophones. Ce journal cible les milieux estudiantins, les hommes d'affaire et la vieille génération francophone. Il présente des informations internationales et locales, la météo, les cours des marché et une rubrique brèves sur la France.
En 2002, son tirage quotidien est d'environ 5 000 exemplaires.
En 2012, la parution quotidienne a été abandonnée et est devenue hebdomadaire (en kiosque tous les samedis matin). En plus de l'hebdomadaire papier, Le Courrier du Vietnam possède un journal en ligne et une émission télévisée Espace francophone.
Subsistant principalement grâce aux subventions de l'État (avec des aides de l'Union européenne, et de la France)[réf. souhaitée], il est devenu le dernier journal francophone de l'Asie du Sud-Est après la fermeture de Cambodge Soir en 2010.
Ce journal est souvent en kiosques à l'étranger, dont à Bangkok, en Thaïlande, et dans les hôtels touristiques fréquentés par des francophones dans le sud de la Thaïlande, à Phnom Penh, au Cambodge, dans certains hôtels, et à Canton, en Chine, dans des institutions fréquentées par des francophones expatriés.

## Opposition
Seul journal francophone du Viêt Nam, il comporte une part importante de propagande favorable au régime. Ses articles sont en majorité des éloges de la politique du gouvernement en place, sans regard critique sur ses décisions, raison pour laquelle l'association Reporters sans frontières a dénoncé le soutien gouvernemental français dont il bénéficie, en demandant « La défense de la francophonie peut-elle justifier une complicité avec des régimes qui brident toute forme de liberté d'expression ? ».